# Miniopterus maghrebensis
Espèce
Statut de conservation UICN

 NT  : Quasi menacé
Miniopterus maghrebensis, communément appelé Minioptère du Maghreb, est une espèce de chiroptères de la famille des Miniopteridae.

## Répartition
Selon les analyses génétiques, Miniopterus maghrebensis serait présent du nord du Maroc au sud du Haut Atlas jusqu'au nord de la Tunisie.

## Étymologie
Son nom spécifique, composé de maghreb et du suffixe latin -ensis, « qui vit dans, qui habite », lui a été donné en référence au lieu de sa découverte. 

## Publication originale
(en) Puechmaille, Allegrini, Benda, Gürün, Šrámek, Ibañez, Juste et Bilgin, « A new species of the Miniopterus schreibersii species complex (Chiroptera: Miniopteridae) from the Maghreb Region, North Africa », Zootaxa, vol. 3794, no 1,‎ 2014, p. 108–124 (ISSN 1175-5334, lire en ligne, consulté le 20 mars 2019).